# 南郷村 (大阪府)
南郷村（なんごうむら）は、大阪府北河内郡にあった村。現在の大東市の北西部にあたる。

## 地理
- 河川：寝屋川

## 歴史
- 1886年（明治19年） - 御領村・太子田村が讃良郡より茨田郡へ転属。
- 1889年（明治22年）4月1日 - 町村制の施行により、茨田郡御領村・氷野村・赤井村・太子田村・新田村・諸福村の区域をもって発足。
- 1896年（明治29年）4月1日 - 郡の統廃合により、所属郡が北河内郡に変更。
- 1956年（昭和31年）4月1日 - 北河内郡住道町・四条町と合併して大東市が発足。同日南郷村廃止。